# LM3914

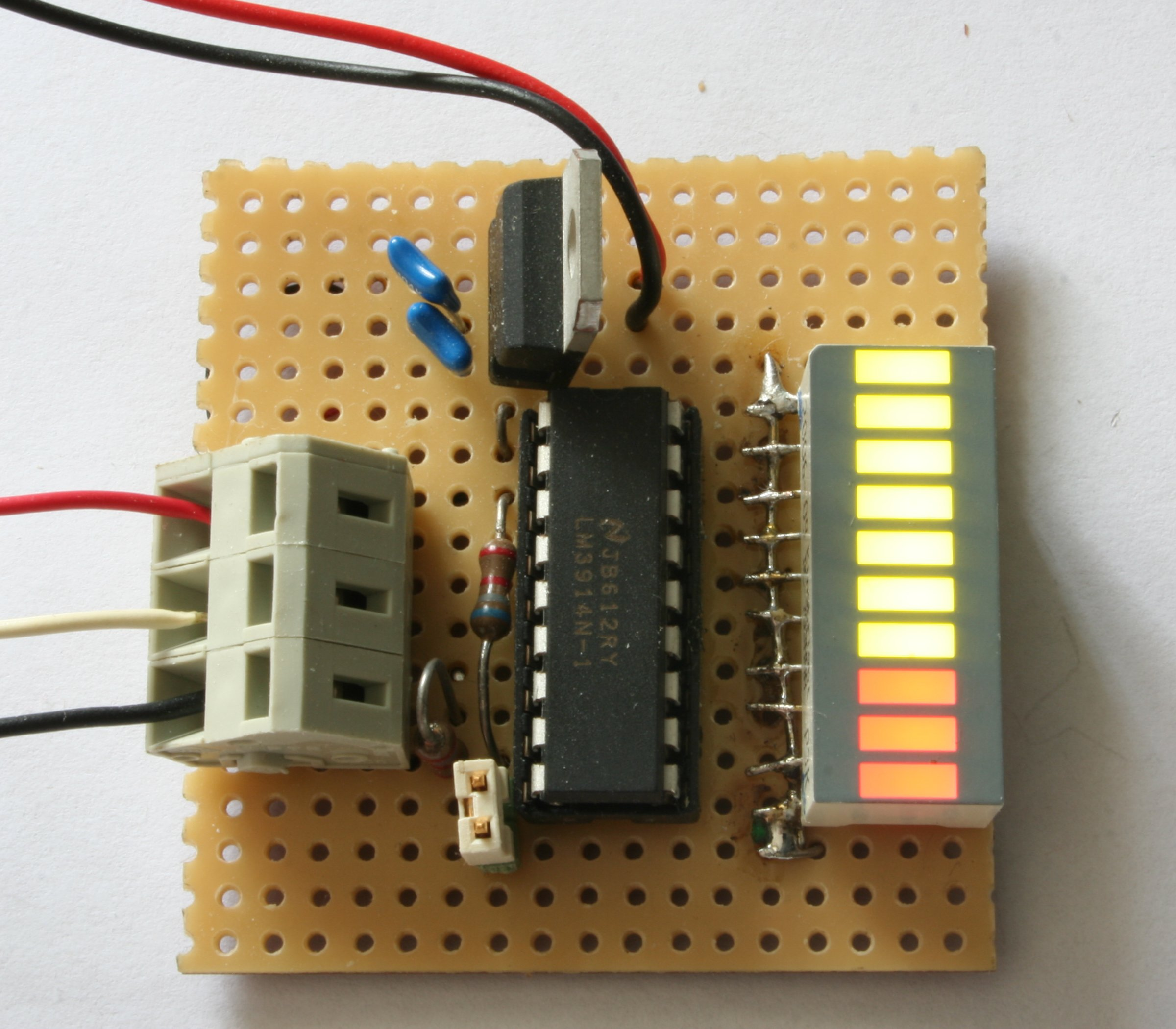
Circuito integrado LM3914

LM3914 se refiere a un circuito integrado diseñado para visualizar el valor de una señal eléctrica comparada con un valor de referencia.
Este circuito fue diseñado por National Semiconductor y en su configuración básica muestra una escala de 10 valores, ampliables mediante un acoplamiento con otro integrado.

## Características
Este integrado tiene una representación lineal de la tensión de señal, a diferencia de los otros integrados de su tipo como el LM3915 y LM3916 que tienen pasos logaritmicos. Estos pueden operar con una tensión desde 3V, hasta 35V, y utilizar además displays LED, VFD, y LCD. Permite regular la corriente de salida desde 2ma a 30ma, por lo que no son necesarias resistencias para los displays con leds y las salidas pueden dar señales tanto TTL como CMOS.
Su funcionamiento interno se basa en amplificadores operacionales conectados en serie con resistencias intercaladas.

## Modificación a logarítmico
Al haberse discontinuado las versiones logarítmicas, se ha desarrollado para este integrado de pasos lineales, una adaptación logarítmica para que su escala sea apta para medir decibeles de manera de poder medir audio. Reemplazar LM3915 con LM3914